# Альтефер
Альтефер (нім. Altefähr) — громада в Німеччині, розташована в землі Мекленбург-Передня Померанія. Входить до складу району Передня Померанія-Рюген. Складова частина об'єднання громад Вест-Рюген.
Площа — 20,59 км2. Населення становить 1275 ос. (станом на 31 грудня 2020).

## Галерея

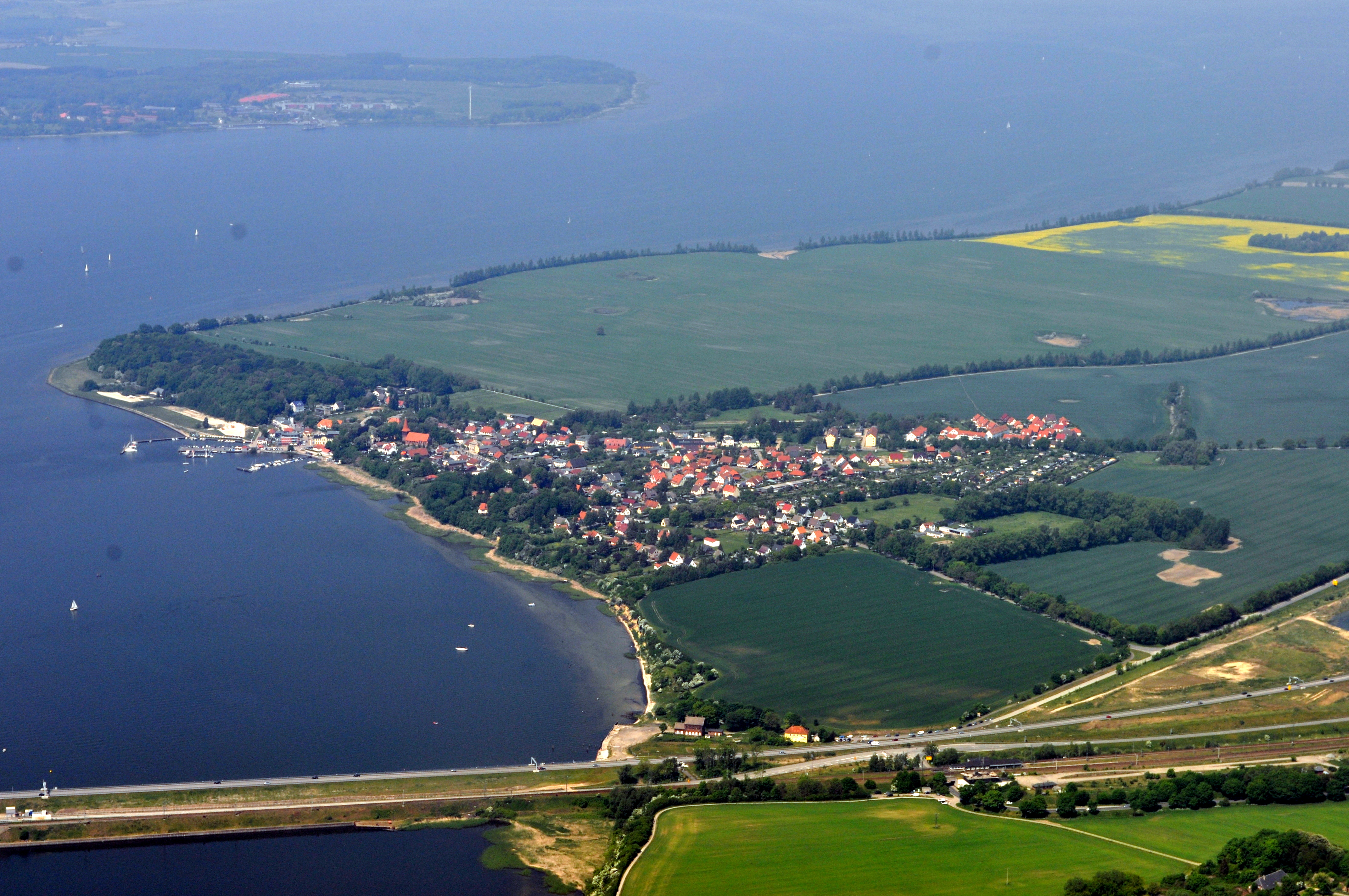
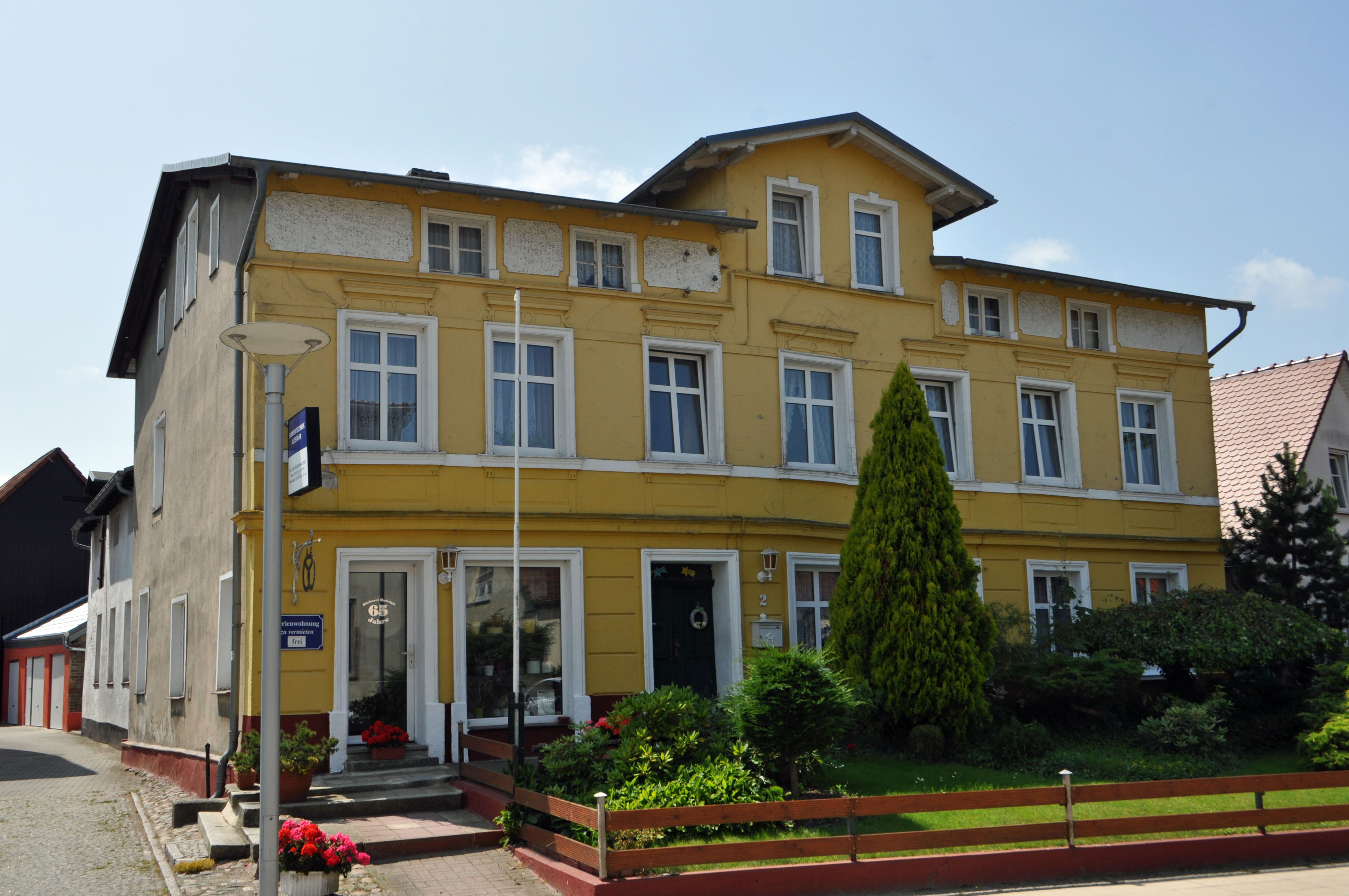
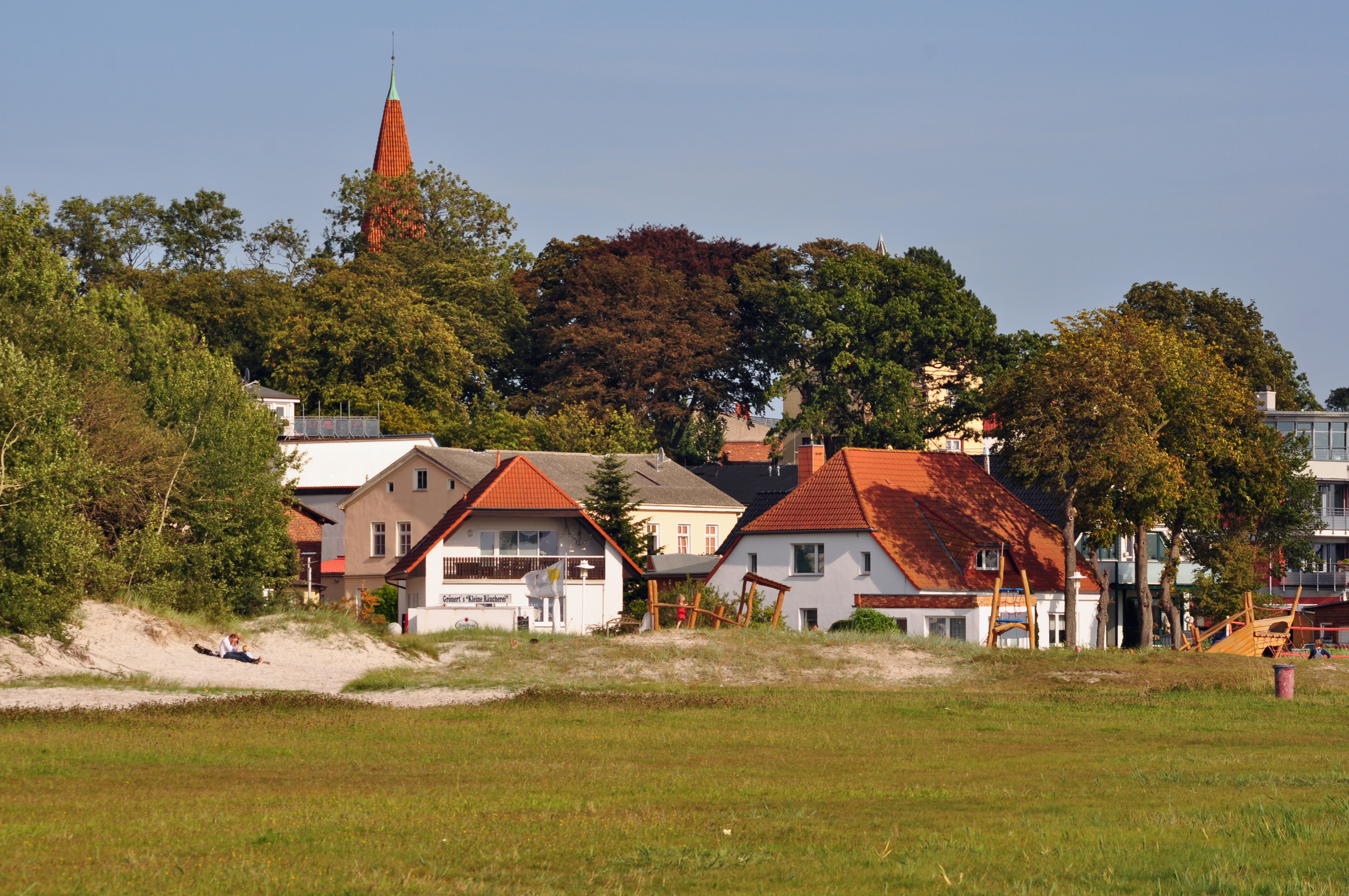
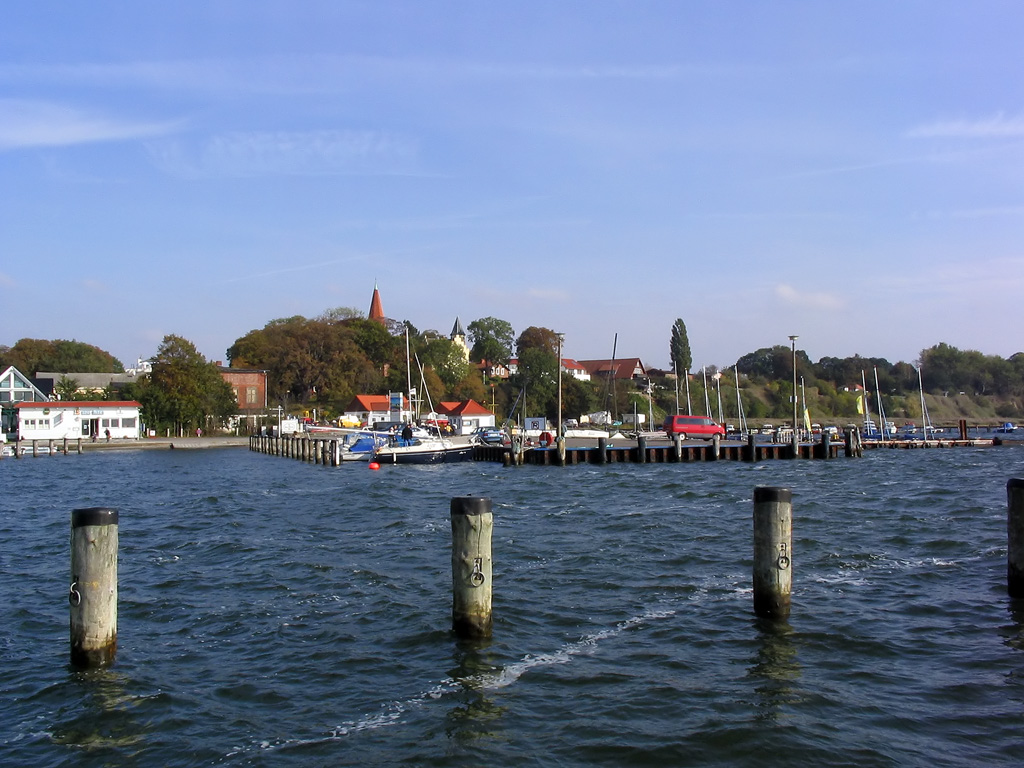
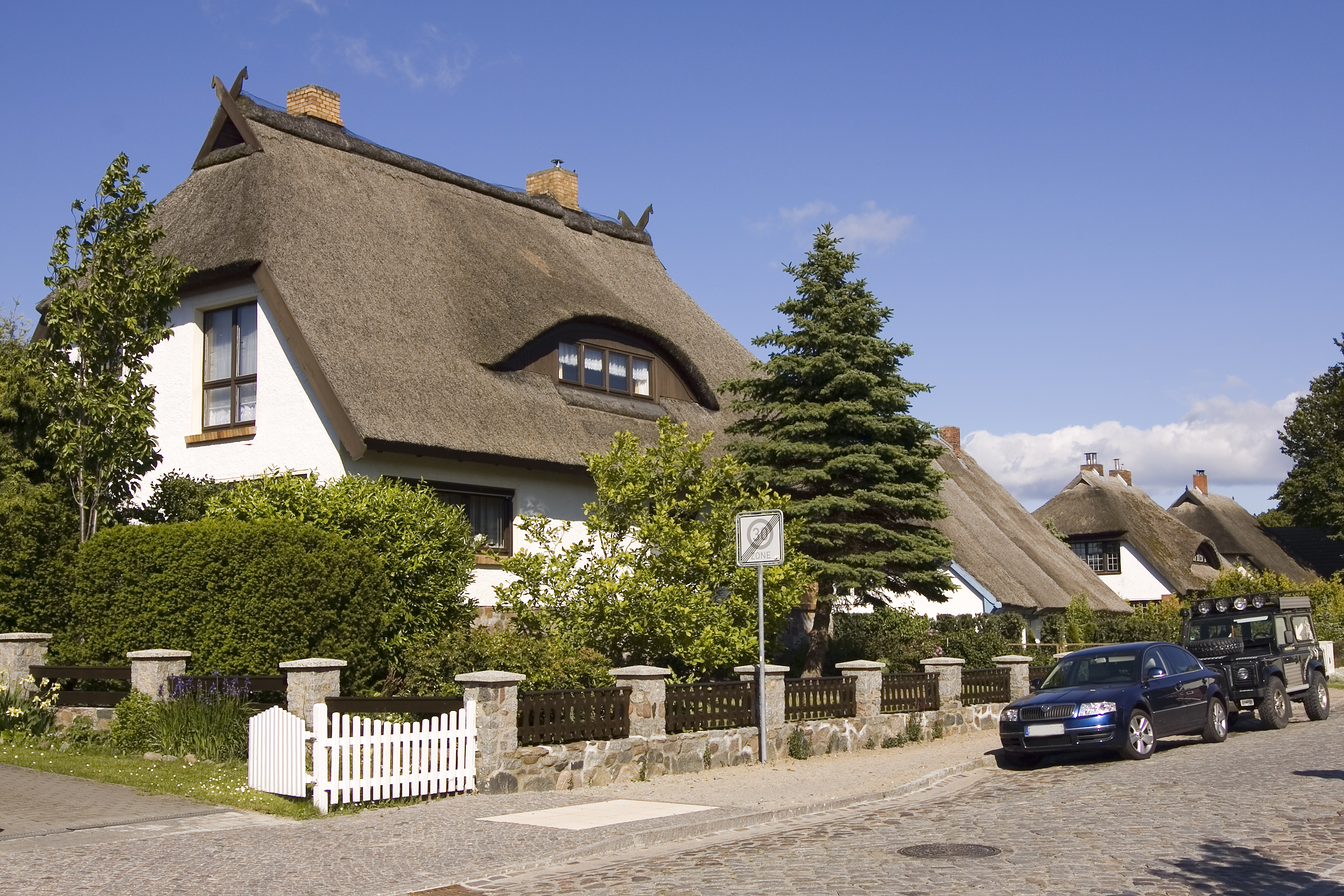